# Hilde Schramm
Hilde Schramm, all'anagrafe Hilde Speer (Berlino, 17 aprile 1936), è una politica e attivista tedesca.
A livello internazionale è meglio conosciuta come la figlia dell'architetto tedesco e alto funzionario del partito nazista Albert Speer (1905–1981) e sorella minore dell'architetto Albert Speer (1934–2017).

## Biografia
Nata a Berlino il 17 aprile 1936 col nome di Hilde Speer, era figlia dell'architetto Albert Speer e di sua moglie Margarete Weber. Era inoltre nipote dell'architetto Albert Friedrich Speer e pronipote del pittore Conrad Hommel, ritrattista ufficiale di Hitler. 
All'età di 16 anni, Hilde Schramm ricevette una borsa di studio per completare la propria formazione negli Stati Uniti. Il governo statunitense inizialmente le rifiutò il visto per il suo legame con suo padre che si trovava ancora in carcere per crimini di guerra, ma ritrattò in seguito la sua decisione di fronte alla sua popolarità e alla risonanza che ebbe la notizia sulla stampa internazionale, comprese le offerte di ospitalità ricevute da diverse famiglie (alcune delle quali ebree) americane.
La Schramm divenne così una figura politica europea di spicco che si distinse per aver aiutato le vittime dell'antisemitismo e delle atrocità naziste. Hilde Schramm è attiva in politica ed è stata uno dei leader del partito dei Verdi a Berlino. È stata membro della Camera dei rappresentanti di Berlino dal 1985 al 1987 e nuovamente dal 1989 al 1991 nonché vicepresidente della medesima istituzione dal 1989 al 1990.
La Schramm ha avuto una lunga corrispondenza con suo padre mentre questi si trovava nella prigione di Spandau in virtù della sentenza del processo di Norimberga che lo aveva decretato come diretto collaboratore del nazismo, carcere dal quale venne infine rilasciato nell'ottobre 1966.

## Premi e riconoscimenti
- Nel 1994 le è stato conferito il Premio Moses Mendelssohn di Berlino per il suo lavoro.[5]
- Nel 2019, riceve il premio dalla German Jewish History per il suo impegno nel promuovere arte e scienza tra le giovani donne ebree.[6]